# Episodi di CHiPs (prima stagione)
La prima stagione della serie televisiva CHiPs, composta da 22 episodi, è stata trasmessa negli Stati Uniti dal canale NBC dal 15 settembre 1977 al 1º aprile 1978.
Nella prima stagione i personaggi principali sono, oltre a Ponch e John, Baricza, Fritz, il sergente Getraer e dopo qualche puntata anche Grossman.
Il momento in cui i due agenti entrano in autostrada per la prima volta viene adottata la sigla che si ripete per tutte le puntate dopo una breve introduzione.
| Nº | Titolo originale    | Titolo italiano              | Prima TV USA      | Prima TV Italia |
| -- | ------------------- | ---------------------------- | ----------------- | --------------- |
| 1  | Pilot               | Episodio Pilota              | 15 settembre 1977 |                 |
| 2  | Undertow            | L'uomo del soccorso stradale | 22 settembre 1977 |                 |
| 3  | Dog Gone            | Cane scomparso               | 29 settembre 1977 |                 |
| 4  | Moving Violation    | Infrazione stradale          | 13 ottobre 1977   |                 |
| 5  | Career Day          | Giorno del diploma           | 20 ottobre 1977   |                 |
| 6  | Baby Food           | Cibo per bambini             | 27 ottobre 1977   |                 |
| 7  | Taking Its Toll     | Il pedaggio                  | 3 novembre 1977   |                 |
| 8  | Green Thumb Burglar | Il ladro dal pollice verde   | 10 novembre 1977  |                 |
| 9  | Hustle              | La spinta                    | 24 novembre 1977  |                 |
| 10 | Highway Robbery     | Rapina sulla strada          | 1º dicembre 1977  |                 |
| 11 | Name Your Price     | Ciascuno ha il suo prezzo    | 8 dicembre 1977   |                 |
| 12 | Aweigh We Go        | Andiamo lontano              | 22 dicembre 1977  |                 |
| 13 | One Two Many        | Uno di troppo                | 5 gennaio 1978    |                 |
| 14 | Rustling            | Le misteriose razzie         | 12 gennaio 1978   |                 |
| 15 | Surf's Up           | Il momento del surf          | 19 gennaio 1978   |                 |
| 16 | Vintage '54         | La vendemmia del ‘54         | 26 gennaio 1978   |                 |
| 17 | Hitch-Hiking Hitch  | La mania dell'autostop       | 9 febbraio 1978   |                 |
| 18 | Cry Wolf            | Falso allarme                | 16 febbraio 1978  |                 |
| 19 | Crash Diet          | Una dieta drastica           | 23 febbraio 1978  |                 |
| 20 | Rainy Day           | Una giornata di pioggia      | 2 marzo 1978      |                 |
| 21 | Crack-Up            | Un odio profondo             | 9 marzo 1978      |                 |
| 22 | Flashback!          | Flashback!                   | 1º aprile 1978    |                 |

## Episodio Pilota
- Titolo originale: Pilot
- Diretto da: Paul Krasny
- Scritto da: Paul Playdon

### Trama
Ponch e John prendono le loro moto e investigano su un giro di furti d'auto sportive. Il periodo di prova di Ponch prima di entrare effettivamente nei membri del CHP sta per terminare, quando all'improvviso succede qualcosa di inaspettato, che gli costerà l'ingresso tra gli agenti effettivi.

## L'uomo del soccorso stradale
- Titolo originale: Undertow
- Diretto da: Christian I. Nyby II
- Scritto da: Larry Alexander

### Trama
Ponch e John devono rintracciare un carro attrezzi che deruba le donne che lo chiamano per aiutarle in caso di problemi con il veicolo. Ponch viene poi in contatto con un serbatoio che perde protossido di azoto (gas esilarante), minacciando le sue prestazioni sulla strada e l'imminente partita di basket che dovrebbe disputare da lì a breve.

## Cane scomparso
- Titolo originale: Dog Gone
- Diretto da: Michael Caffey
- Scritto da: Rick Mittleman

### Trama
John si affeziona ad un cane randagio trovato in autostrada, ma quando questo comincia ad agitarsi, Baker lo lascia con Ponch; dopo un blocco del traffico, un trio di giovani teppisti decide di dare a Ponch una lezione, ma a pagarne il prezzo alla fine sarà John.

## Infrazione stradale
- Titolo originale: Moving Violation
- Diretto da: Edward M. Abroms
- Scritto da: Charles Sailor

### Trama
Ponch e Jon hanno a che fare con un autista di autobus pazzo, divenuto tale dopo aver ricevuto una multa per eccesso di velocità.
- Guest star: Rosie Grier

## Giorno del diploma
- Titolo originale: Career Day
- Diretto da: Ric Rondell
- Scritto da: Bruce Shelly

### Trama
Ponch è invitato a comparire al suo vecchio liceo in occasione del Career Day per fare un discorso sulla criminalità giovanile, e John lo aiuta a intrattenere il pubblico.
- Guest star: Richard Deacon

## Cibo per bambini
- Titolo originale: Baby Food
- Diretto da: Paul Krasny
- Scritto da: Simon Muntner

### Trama
Quando un carico di alimenti per l'infanzia difettoso si riversa sull'autostrada, Ponch e John devono correre contro il tempo per trovare gli altri due carichi pericolosi per la salute dei bambini.

## Il pedaggio
- Titolo originale: Taking Its Toll
- Diretto da: Georg Fenady
- Scritto da: Bill Taub

### Trama
Il CHP indaga su una serie di furti commessi da banditi nei caselli autostradali. Nel frattempo John decide di scrivere un romanzo basato sulle disavventure di Ponch.

## Il ladro dal pollice verde
- Titolo originale: Green Thumb Burglar
- Diretto da: Christian I. Nyby II
- Scritto da: Skip Webster e Jock MacKelvie

### Trama
Dopo l'arresto di due sensitivi gemelli che riferiscono a John e a Ponch cosa gli accadrà nel resto della giornata, la polizia indaga su un furto di arbusti effettuato da tre malviventi. In questo episodio appare per un breve cameo H.R. Pufnstuf.

## La spinta
- Titolo originale: Hustle
- Diretto da: Georg Fenady
- Scritto da: John Groves

### Trama
Gli agenti indagano su alcuni furti di moto, mentre Ponch convince John a partecipare al torneo di bowling del CHP.

## Rapina sulla strada
- Titolo originale: Highway Robbery
- Diretto da: Nicholas Colasanto
- Scritto da: Paul Robert Coyle

### Trama
John ha un legame personale con un ladro che deruba le sue vittime in autostrada. Ponch intanto vede in un annuncio pubblicitario una modella, di cui si prende una cotta.

## Ciascuno ha il suo prezzo
- Titolo originale: Name Your Price
- Diretto da: Ric Rondell
- Scritto da: Carole Raschella, Michael Raschella e Bruce Shelly

### Trama
Ponch è scelto come concorrente per il game show "Name Your Price".

## Andiamo lontano
- Titolo originale: Aweigh We Go
- Diretto da: Ivan Nagy
- Scritto da: Christian I. Nyby II

### Trama
Ponch e John devono fermare un camion dirottato; in seguito Ponch cerca di convincere John che essi dovrebbero acquistare un motoscafo.

## Uno di troppo
- Titolo originale: One Two Many
- Diretto da: Paul Krasny
- Scritto da: Burton Armus e Roland Wolpert

### Trama
Un uomo che si spaccia per agente della Highway Patrol, molto simile a John, molesta in autostrada donne più o meno giovani. Ponch e John dovranno cercare di catturarlo in mondo da scagionare quest'ultimo dalle accuse dei testimoni oculari.

## Le misteriose razzie
- Titolo originale: Rustling
- Diretto da: Phil Bondelli
- Scritto da: Skip Webster, Jock MacKelvie e Frank Telford

### Trama
Il CHP indaga un gruppo di ladri di bestiame che cercano di truffare le compagnie di assicurazione.

## Il momento del surf
- Titolo originale: Surf's Up
- Diretto da: Georg Fenady
- Scritto da: Rudolph Borchert e Bruce Shelly

### Trama
Ponch e John si sono trasferiti a Malibu Beach e devono fare i conti con un adolescente che ha un risentimento contro la polizia.

## La vendemmia del ‘54
- Titolo originale: Vintage '54
- Diretto da: Barry Crane
- Scritto da: Edward Robak e Mort Thaw

### Trama
Un'anziana donna di 85 anni denuncia alla polizia il furto della sua auto d'epoca.

## La mania dell'autostop
- Titolo originale: Hitch-Hiking Hitch
- Diretto da: Phil Bondelli
- Scritto da: Bruce Shelly, Karl Tunberg e Terence Tunberg

### Trama
Due adolescenti pagano il prezzo di fare l'autostop.

## Falso allarme
- Titolo originale: Cry Wolf
- Diretto da: John Florea
- Scritto da: Jim Carlson e Terrence McDonnell

### Trama
Un uomo chiama ripetutamente la polizia avvertendoli di un allarme, tutte le volte falso. Questo provoca non pochi danni agli agenti.

## Una dieta drastica
- Titolo originale: Crash Diet
- Diretto da: Don McDougall
- Scritto da: Rudolph Borchert

### Trama
Tutti gli agenti del CHP devono perdere obbligatoriamente peso, per migliorare le proprie abilità fisiche e quindi anche stradali.

## Una giornata di pioggia
- Titolo originale: Rainy Day
- Diretto da: Gordon Hessler
- Scritto da: Rod Baker, James Doherty, William D. Gordon e Glen Olson

### Trama
John e Ponch devono effettuare le loro pattuglie in auto durante una giornata di pioggia; inoltre devono tener d'occhio un giocatore d'azzardo compulsivo, e badare ad una serie di furti d'auto.

## Un odio profondo
- Titolo originale: Crack-Up
- Diretto da: Phil Bondelli
- Scritto da: Rudolph Borchert

### Trama
Quando John è costretto a prendersi qualche giorno di riposo a causa di un incidente stradale, Ponch deve far coppia con il sergente Getraer; inoltre un autista di carro attrezzi spericolato mette in difficoltà l'intero reparto di polizia.
- Guest star: Phyllis Diller

## Flashback!
- Titolo originale: Flashback!
- Diretto da: Michael Caffey
- Scritto da: Bruce Shelly

### Trama
Ponch comincia una rivalità con un nuovo agente del CHP, Frank Poncherello.